# کی‌استون (فلوریدا)
کی‌استون (به انگلیسی: Keystone) یک حوزه سرشماری در ایالات متحده آمریکا است که در شهرستان هیلزبرو، فلوریدا واقع شده‌است. کی‌استون ۱۰۱٫۴ کیلومتر مربع مساحت و ۲۴٬۰۳۹ نفر جمعیت دارد و ۱۲ متر بالاتر از سطح دریا واقع شده‌است.